# Александрийско богословско училище
Александрийско богословско училище, известно още и като Катехизическата школа в Александрия и Дидаскалион, представлява водещо средище на християнски богослови, епископи и дякони. Учителите и учениците на тази школа играят ключова роля в ранните богословски спорове на християнската църква. Заедно с Богословското училище в Антиохия, то се оформя като едно от двете главни огнища на библейска екзегеза и богословие през късната античност.
Според Йероним Блажени, основател на школата е апостол Марк. Най-ранният известен ръководител е Атинагор (ок. 176 г.), а след него през 181 г. начело застава Пантен, който по-късно предава ръководството на своя ученик Климент Александрийски през 190 г.
Сред най-изтъкнатите богослови, свързани с тази школа, се открояват Ориген, Григорий Чудотворец, Ераклас, Дионисий Александрийски и Дидим Слепеца. Дори фигури като Йероним и Василий Велики посещават школата, за да се срещнат с нейните учени.
Съвременната Коптска богословска семинария в Кайро се счита за продължител на традицията на тази древна школа.

## Основаване
Богословското училище в Александрия се утвърждава като най-старата школа от този тип в света. Според свидетелството на Йероним, самият свети Марк полага началото ѝ, а за първи ръководител назначава свети Юст, който по-късно става шестият епископ на Александрия. Съществува и друго мнение, според което школата възниква около средата на II век, около 190 година.
Под ръководството на учения Пантен школата прераства във водещо средище на религиозно знание. Там преподават изтъкнати учени като Атинагор, Климент, Дидим и великият Ориген, който се смята за баща на богословието и оказва дълбоко влияние в областта на библейския коментар и сравнителните изследвания. Мнозина, сред които и самият Йероним, посещават Александрия, за да обменят идеи с преподавателите на школата.
Климент Александрийски (ок. 150–211/216) също играе водеща роля в развитието на това духовно средище. Преподаването в школата далеч не се ограничава до богословски теми — в учебната програма влизат още християнска философия, науки, математика, гръцка и римска литература, логика и изкуства. Именно тук се поставят основите на въпросно-отговорния метод на коментиране, а забележителен факт е, че още 15 века преди Брайл слепи ученици в школата използват дърворезбени техники, за да четат и пишат.

## Същност на богословското училище
Целта на Александрийското богословско училище е да подготвя защитници на християнската вяра. Школата не придобива широка слава, докато начело не застава Пантеон — философ стоик от Сицилия, който приема християнството, според преданието, благодарение на един от учениците на свети Марк. Около 180 година той поема ръководството на школата и незабавно започва да въвежда реформи, които я издигат до бъдещата ѝ слава. Най-значимото постижение на Пантеон е съюзът, който установява между богословието и философията — идея, която неговият наследник Климент Александрийски възприема с известна предпазливост.
Привържениците на Пантеон разглеждат философията като „Дар от Бога“, „Проява на Божия Промисъл“, предназначена за езичниците така, както Законът е даден на юдеите — средство за оправдание и подготовка за Евангелието. Те вярват, че между разкритата религия и философията — разбрана по този начин — не съществува противоречие, а напротив, философията може да служи на религията по различни начини:
(a) като обучава ума на точност в мисленето и така подготвя за по-висше богословско знание;
(b) като предлага доказателства и илюстрации на истини, общи за двете области;
(c) като оформя разкровенията в научна система.
Тази идея среща отпор от т.нар. „позитивни учители“ на Западната църква, особено от Тертулиан и свети Киприан.
През 192 година наследникът на Пантеон — Тит Флавий Климент, по-известен като Климент Александрийски — е назначен за ръководител на школата. Неговите лекции привличат множество езичници. Той започва с философски доказуеми истини, стремейки се чрез тях да доведе слушателите си до приемане на християнската вяра. Не се ограничава само с устно преподаване — пише и редица трудове за онези, които не могат да посещават лекциите му.
През 202 година Климент бяга в Палестина заради гоненията, наложени от император Септимий Север. Четири години по-късно се завръща.
Първите големи фигури на Църквата в Египет са именно учени, а не епископи — ръководителите на катехизаторската школа: Климент (160–215) и Ориген (185–251). И двамата са добре запознати с гръцката философия и посвещават живота си на велико синтезиращо дело — превръщат християнството от локален култ на бедните в цялостна религия с философия и космология.

## Закриване на училището
Школата преживява упадък след смъртта на Дидим Слепеца през 398 г., когато епископ Теофил ограничава независимото богословско размишление, концентрирайки доктриналната власт в ръцете на епископа. Въпреки това, някои източници посочват, че ученикът Родон продължава дейността на школата, премествайки я в град Сиде.
През 1893 г. Коптската православна църква възстановява школата като Коптска богословска семинария, с кампуси в Александрия, Кайро и други градове. Семинарията продължава традицията на обучение по християнско богословие, история и коптско изкуство.

## Списък на ректорите в хронологичен ред
1. Юст, (62–118)
2. Евмéний, (118–129)
3. Маркиан, (129–152)
4. Пантен, (181–190)
5. Климент Александрийски, (190–202)
6. Ориген, (203–?)
7. Хераклас, (?–231)
8. Дионисий, (231–247)
9. Теогност, (III век)
10. Пиерий, (IV век)
11. Ахила, (IV век)
12. Петър, (IV век)
13. Серапион, (IV век)
14. Макарий, (IV век)
15. Дидим Слепеца, (340–391)
16. Родон, (V век)
17. Игумен на манастира „Св. Макарий Велики“ (V–XIX век)
18. Юсеф Макарий, (1893–1918)
19. Хабиб Гиргис, (1918–1951)
20. Отец Ибрахим Атия, (1951–1962)
21. Шенуда III, (1962–1987)
22. Епископ Григорий, (1987–настояще)

## Виж също
- Антиохийска богословска школа
- Коптска православна църква